# 岩河信文
岩河 信文（いわかわ のぶふみ、没年不明）は、日本の都市計画学者。専門は緑地保全学、都市防災。

## 来歴
東京都に生まれる。東京大学農学部を卒業した。1958年に建設省に入省し、関東地方建設局国営公園事務所に配属される。以後、同工務課長、都市局公園緑地課課長補佐、建築研究所都市防災研究室長、同第六研究部長などを歴任した。退官後に明治大学農学部教授となる。
公園防火性能評価マニュアル、火災危険評価算定式など考案した。また、都市における樹木帯による防火防災効果についての研究やその普及活動を手がけた。
論文「都市における樹木の防火機能に関する研究」で昭和58年度日本造園学会賞研究論文部門を受賞した。1988年には、第10回日本公園緑地協会北村賞を受賞した。
官庁や大学外での役職として地域安全学会理事、福生市都市計画審議会委員、日本公園施設業協会の調査委員会委員長、環境再生保全機構入札監視委員会委員、日本造園学会総務担当常務理事、都市計画研究所顧問などを務めた。2003年秋の叙勲で瑞宝小綬章を受章。福生市からは2012年に表彰を受けている。